# Lothar Brühne
Lothar Brühne, né le 19 juillet 1900 à Berlin (alors Empire allemand) et mort le 14 décembre 1958 à Munich (Bavière), est un compositeur et chef d'orchestre allemand.

## Biographie
S'illustrant au cinéma dans le domaine de la musique de film, Lothar Brühne contribue comme compositeur à près de soixante-dix films (majoritairement allemands, plus quelques films français ou coproductions), sortis entre 1933 et 1957, un an avant sa mort (en 1958), à 58 ans.
Parmi ses films notables, citons Gueule d'amour de Jean Grémillon (avec Jean Gabin et Mireille Balin) et La Habanera de Detlef Sierck (avec Zarah Leander et Ferdinand Marian), tous deux sortis en 1937, Les Comédiens de Georg Wilhelm Pabst (1941, avec Käthe Dorsch et Hilde Krahl), Le Foyer perdu de Rolf Hansen (1943, avec Zarah Leander et Hans Stüwe), ou encore Bal au Savoy de Paul Martin (1955, avec Rudolf Prack et Eva-Ingeborg Scholz).
S'ajoutent pour la télévision allemande deux séries, diffusées respectivement en 1955 et 1959 (à titre posthume).

## Filmographie partielle
(comme compositeur, sauf mention contraire ou complémentaire)

### Cinéma

#### Comme compositeur
- 1937 : Gueule d'amour de Jean Grémillon
- 1937 : La Habanera de Detlef Sierck
- 1938 : Les Pattes de mouches de Jean Grémillon
- 1938 : La Belle Hongroise (Der Blaufuchs) de Victor Tourjanski
- 1938 : S.O.S. Sahara de Jacques de Baroncelli
- 1938 : La Nuit décisive (Die Nacht der Entscheidung) de Nunzio Malasomma
- 1939 : Les Mains libres (Befreite Hände) de Hans Schweikart
- 1939 : L'Océan en feu (Brand im Ozean) de Günther Rittau
- 1940 : Feinde (en) de Victor Tourjanski
- 1941 : Les Comédiens (Komödianten) de Georg Wilhelm Pabst
- 1941 : Coup de foudre (Was will Brigitte ?) de Paul Martin
- 1942 : Un grand amour (Die große Liebe) de Rolf Hansen
- 1943 : Le Foyer perdu (Damals) de Rolf Hansen
- 1944 : Orient-Express de Victor Tourjanski
- 1948 : Das verlorene Gesicht (de) de Kurt Hoffmann
- 1949 : Un grand amour (Eine große Liebe) de Hans Bertram
- 1950 : Der Mann, der zweimal leben wollte de Victor Tourjanski
- 1952 : Der Weibertausch (en) de Karl Anton
- 1953 : Ich und Du (en) d'Alfred Weidenmann
- 1954 : Regina Amstetten (en) de Kurt Neumann
- 1954 : Der Engel mit dem Flammenschwert (en) de Gerhard Lamprecht
- 1955 : Bal au Savoy (Ball im Savoy) de Paul Martin
- 1956 : Beichtgeheimnis (de) de Victor Tourjanski

#### Comme directeur musical
- 1938 : Un mauvais garçon de Jean Boyer et Raoul Ploquin

### Télévision (intégrale)
- 1955 : Zarah Leander erzählt und singt (mini-série), épisode Lieder von Lothar Brûhne (+ acteur : pianiste)
- 1959 : Gesucht wird Mörder X, 4 épisodes